# Emídio Guerreiro
Emídio Guerreiro (* 6. September 1899 in Guimarães; † 29. Juni 2005 ebenda) war ein Freiheitskämpfer und Antifaschist aus Portugal. 

## Leben
Seit den 1920er-Jahren kämpfte er als Widerstandskämpfer gegen die Salazar- und Caetano-Diktatur und wurde deshalb inhaftiert. Nachdem Guerreiro aus dem Gefängnis fliehen konnte, beteiligte er sich auf der republikanischen Seite am Spanischen Bürgerkrieg. Zwischen 1940 und 1944 kämpfte er an der Seite der Résistance in Frankreich gegen den Nationalsozialismus.
1974, nach dem Sieg der Nelkenrevolution, kehrte er in sein Heimatland zurück. Er war ein Mitbegründer der Partido Popular Democrático (PPD), die später in die Partido Social Democrata (PSD) umgewandelt wurde.
Am 30. Juni 2005 starb Emídio Guerreiro im Alter von 105 Jahren an einer Lungenkrankheit.
| Personendaten    | Personendaten                    |
| ---------------- | -------------------------------- |
| NAME             | Guerreiro, Emídio                |
| KURZBESCHREIBUNG | portugiesischer Freiheitskämpfer |
| GEBURTSDATUM     | 6. September 1899                |
| GEBURTSORT       | Guimarães                        |
| STERBEDATUM      | 29. Juni 2005                    |
| STERBEORT        | Guimarães                        |